# 郑立慷
郑立慷（1980年10月23日—），马来西亚政治人物，现任霹雳丹绒马林国会议员，以及马来西亚科技部长，自2022年12月3日上任。曾于2008年至2018年任马来西亚霹雳州立法议会迪遮议员，他也是现任票选人民公正党副主席，并从2013年至2018年担任该党霹雳州议会党鞭。2015年7月，郑立慷被委任为人民公正党全国青年团总秘书至2018年。

## 个人背景
在大学时期，郑立慷活跃于学生运动团体，曾经担任馬來西亞博特拉大學华裔生协会主席（2003年）和博大前进阵线协调员（2003年至2004年）。他也曾任马来西亚青年与学生民主运动（学运）国内事务处秘书，并与一群大学生创办马来西亚大专生团结阵线（Solidariti Mahasiswa Malaysia－SMM）。毕业后，郑立慷加入大马著名人权组织——大马人民之声（Suara Rakyat Malaysia-SUARAM）担任协调员。主要负责推动反对无审讯扣留和废除《内安法令》（ISA）运动。他曾经担任由83个非政府组织、政党、工会、学生团体等组成的《废除内安法令联盟》（GMI）的秘书。
在推动民主和人权方面，郑立慷一直都站在最前线，也让他在许多场合都成为警方的“目标”。他曾经因不同的事件，多次遭到警方的逮捕，包括参加“一步一步救白小”声援被政府无理关闭的华文小学、在甘榜伯仁邦（Kg. Berembang）捍卫被政府逼迁的城市开拓者、参与绝食抗议非民主夺权、举办政治座谈会、穿黄衣声援Bersih 2.0大集会、“革除总警长”静坐抗议、逮捕纳吉集会等。也由于积极争取民主权利，郑立慷被当权者控告上法庭，目前有两个案件在审讯中。其中一个案件在《刑事法典》第186条文下被控阻碍公务人员执行任务，罪名成立的话，最高刑罚2年监禁和罚款一万令吉。另外一个案件则在《和平集会法令》第4(2)(c)条文下被控非法游行，最高刑罚一万令吉。只要任何一个案件被判刑超过一年监禁或2千令吉，郑立慷将失去议员资格，并在5年内不能竞选。
除了致力推动民主和人权运动，郑立慷也是文坛健笔，曾经是东方日报《名家》版的专栏作者。除此之外，他也时常受邀谈论及分析时事，是许多时事论坛的常客。

## 教育背景
在霹雳州怡保三德中小学受教育，2004年毕业於马来西亚博特拉大学土木工程系，现在是大马工程师协会（The Institute of Engineers, Malaysia－IEM）会员。
2014年，郑立慷获得全额奖学金，负笈新加坡国立大学"李光耀公共政策学院"深造，并于一年后荣获公共行政硕士学位。

## 从政路上

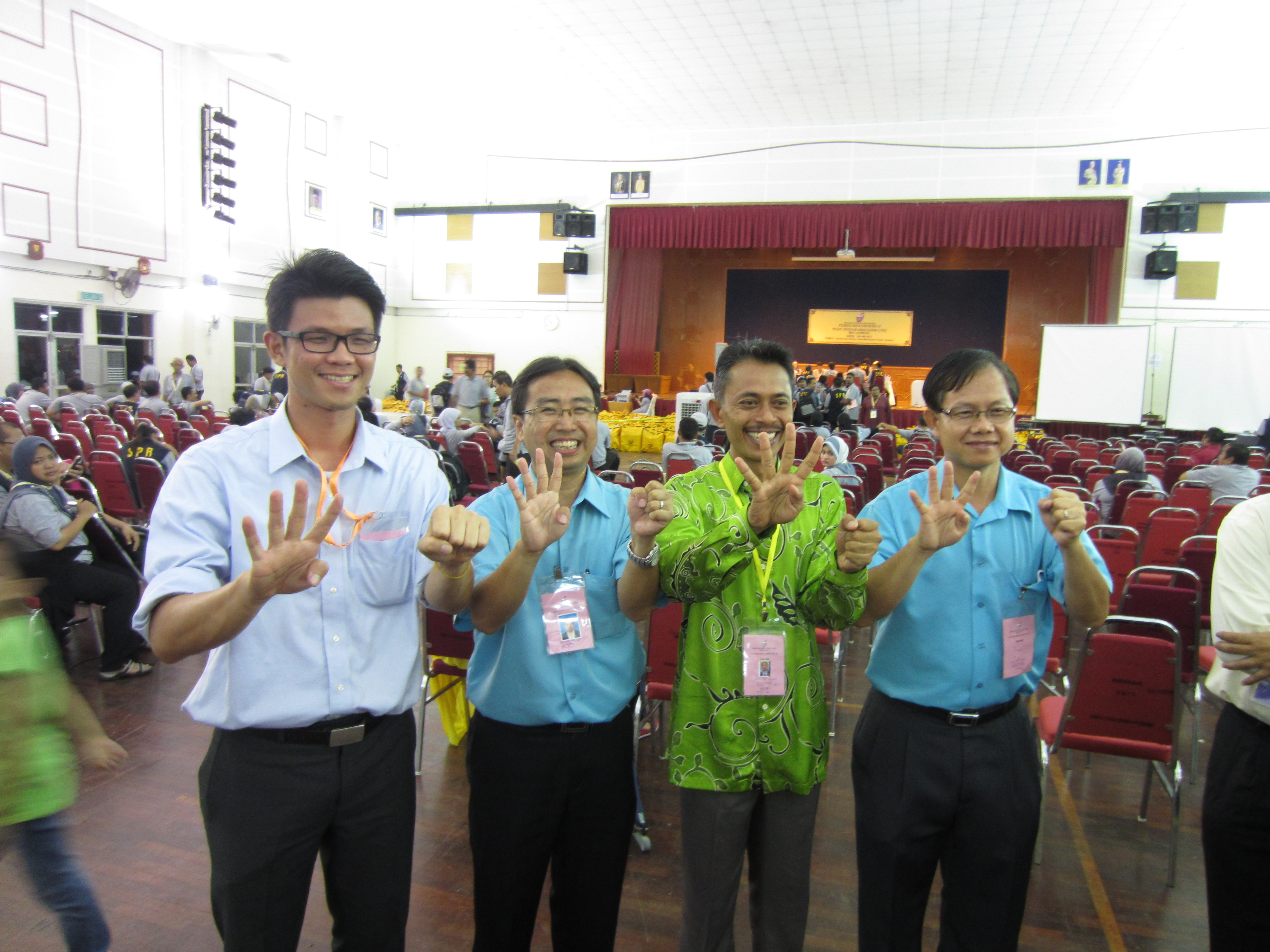
務邊1國3州民聯議員以“4比0”戰胜國陣馬華和巫統候選人。左起為陳家興、鄭立慷、拉茲再諾和李文材。

2007年7月，郑立慷正式加入人民公正党，开拓另一段人生道路。他选择离开权力中心的首都吉隆坡，回到自己在北部的家乡霹雳州怡保，从基层党员做起。由于大部分怡保人都以粤语沟通，是以当时他出版了以粤语谐音为名的宣传刊物－－“有料爆”。在他接受“东方日报’访问时说，创立”有料爆“是有意让人民知悉许多在主流媒体无法获得的资讯。他说，腐败的政府继续得到人民的支持，不是人民愚昧，而是他们没有机会及管道获取正确的资讯，因此他才有出版“有料爆”的念头。除了出版宣传刊物，郑立慷也开始以选区协调员的身份，在当时的国阵马华堡垒区－－迪遮州选区积极耕耘。
2008年第十二届全国大选，郑立慷代表人民公正党在迪遮州选区首次披甲上阵，对垒马华的游绣琴。结果当时28岁的郑立慷新兵上阵，击败马华务边区会女强人成功当选，成为霹雳州最年轻的州议员，他得票共6,533张，而对手得票6358，多数票仅175张，而废票有367张。
2013年第十三届全国大选，他同样出战迪遮区对垒同一对手国阵马华游绣琴，这次他以2082张多数票，再次击败对手，成功守土。他得票9,732张，而游绣琴得票7,650张，废票為464张。2018年转战丹绒马林国席，击败马汉顺当选。

## 选举成绩
| 年份 | 选区               | 候选人 | 候选人               | 得票数 | 得票率 | 竞选对手                       | 竞选对手                 | 得票数 | 得票率 | 总票数 | 多数票 | 投票率 |
| ---- | ------------------ | ------ | -------------------- | ------ | ------ | ------------------------------ | ------------------------ | ------ | ------ | ------ | ------ | ------ |
| 2018 | 霹靂 P077 丹绒马林 |        | 郑立慷（人民公正党） | 24,672 | 45.44% |                                | 马汉顺（马华公会）       | 19,314 | 35.57% | 55,613 | 5,358  | 81.22% |
| 2018 | 霹靂 P077 丹绒马林 |        | 郑立慷（人民公正党） | 24,672 | 45.44% | 达米兹拉曼（伊斯兰党）         | 10,311                   | 18.99% |        | 55,613 | 5,358  | 81.22% |
| 2022 | 霹靂 P077 丹绒马林 |        | 郑立慷（人民公正党） | 25,140 | 36.08% |                                | 诺丽阿诗林（土著团结党） | 21,599 | 31.00% | 69,671 | 3,541  | 74.22% |
| 2022 | 霹靂 P077 丹绒马林 |        | 郑立慷（人民公正党） | 25,140 | 36.08% | 马汉顺（马华公会）             | 20,963                   | 30.09% |        | 69,671 | 3,541  | 74.22% |
| 2022 | 霹靂 P077 丹绒马林 |        | 郑立慷（人民公正党） | 25,140 | 36.08% | 贾马鲁丁莫哈末拉西（独立人士） | 1,032                    | 1.48%  |        | 69,671 | 3,541  | 74.22% |
| 2022 | 霹靂 P077 丹绒马林 |        | 郑立慷（人民公正党） | 25,140 | 36.08% | 阿米尔韩沙（祖国斗士党）       | 609                      | 0.87%  |        | 69,671 | 3,541  | 74.22% |
| 2022 | 霹靂 P077 丹绒马林 |        | 郑立慷（人民公正党） | 25,140 | 36.08% | 伊扎佐哈里（独立人士）         | 328                      | 0.47%  |        | 69,671 | 3,541  | 74.22% |

| 年份 | 选区     | 候选人 | 候选人               | 得票数 | 得票率 | 竞选对手 | 竞选对手           | 得票数 | 得票率 | 总票数 | 多数票 | 投票率 |
| ---- | -------- | ------ | -------------------- | ------ | ------ | -------- | ------------------ | ------ | ------ | ------ | ------ | ------ |
| 2008 | N29 迪遮 |        | 郑立慷（人民公正党） | 6,533  | 49.28% |          | 游绣琴（马华公会） | 6,358  | 47.96% | 13,258 | 175    | 68.50% |
| 2013 | N29 迪遮 |        | 郑立慷（人民公正党） | 9,732  | 54.44% |          | 游绣琴（马华公会） | 7,650  | 42.79% | 17,877 | 2,082  | 80.80% |